# Richard Bull
Richard William Bull (ur. 26 czerwca 1924 w Zion, zm. 3 lutego 2014 w Calabasas) – amerykański aktor filmowy i telewizyjny.
W swojej filmografii miał ponad 120 ról. Karierę rozpoczął w roku 1956, nie wymieniany z nazwiska, w filmie Full of Life. Pomimo długiej listy tytułów, kojarzony powszechnie jako Nels Oleson, w serialu i filmach telewizyjnych z serii "Domek na prerii". Pomimo sędziwego wieku, pracy nie przerwał, choć znacznie zwolnił tempo.